# Tatra KT4DtM
Tatra KT4DtM – typ dwuczłonowego przegubowego tramwaju, który powstał w wyniku modernizacji czechosłowackiego tramwaju Tatra KT4Dt. Przebudowę na typ KT4DtM przeprowadzono w połowie lat 90. XX wieku w niemieckich zakładach Waggonbau Bautzen.

## Historia
Po ponownym zjednoczeniu Niemiec i niemieckiej stolicy problemem były dysproporcje w rozwoju gospodarczym między landami byłego NRD i RFN. Berliński tabor tramwajowy wymagał modernizacji, która podniosłaby niezawodność jego użytkowania i wygodę pasażerów. W związku z tym operator Berliner Verkehrsbetriebe podjął decyzję o modernizacji posiadanych tramwajów typu KT4Dt.

## Modernizacja
Modernizacja tramwajów na typ KT4DtM obejmowała:
- piaskowanie szkieletu i wymianę poszycia zewnętrznego;
- wymianę okien na przyciemniane;
- wymianę czteroczęściowych drzwi harmonijkowych na dwuczęściowe odskokowo-uchylne;
- zastąpienie nożnego nastawnika jazdy dżojstikiem;
- montaż nowego rozruchu tyrystorowego z układem rekuperacji;
- zastąpienie pantografu nożycowego opuszczanego za pomocą sznurka przez elektrycznie sterowany pantograf połówkowy;
- montaż systemu automatycznego smarowania kół w wózkach i modernizację piasecznic;
- wymiana reflektorów na prostokątne;
- modernizację wnętrza – montaż tapicerowanych siedzeń, wykładzin, nowego oświetlenia, systemu informacji pasażerskiej, interkomu;
- montaż przycisków otwierania drzwi przez pasażerów;
- montaż klimatyzacji kabiny motornicznego
- lakierowanie w nowe żółto-szare barwy.

## Eksploatacja
| Państwo    | Miasto           | Lata dostaw              | Liczba  | Numery taborowe | Źródło |
| ---------- | ---------------- | ------------------------ | ------- | --------------- | ------ |
| Kazachstan | Ałmaty           | 2013                     | 0 (17)  | 1001–1017       | [ 4 ]  |
| Kazachstan | Ust-Kamienogorsk | 2018                     | 12 (13) | 101–109         | [ 5 ]  |
| Niemcy     | Berlin           | 1995–1997                | 0 (99)  | 7001–7099       | [ 4 ]  |
| Polska     | Szczecin         | 2006–2007 2010 2013–2014 | 71 (74) | 101–174         | [ 2 ]  |
| Ukraina    | Zaporoże         | 2013                     | 6       | 002–007         | [ 4 ]  |

### Berlin
W 1993 r. zmodernizowano na typ KT4DtM 18 tramwajów KT4Dt, w 1994 r. 69, a w 1995 r. pozostałych 12. Wagony kursowały pojedynczo lub w trakcji podwójnej. W latach 2006–2013 BVG sprzedało 74 egzemplarze Tramwajom Szczecińskim (przed 2009 r. MZK Szczecin). W 2013 r. 17 wagonów sprzedano kazachskim Ałmatom, a sześć ukraińskiemu Zaporożu.

### Szczecin

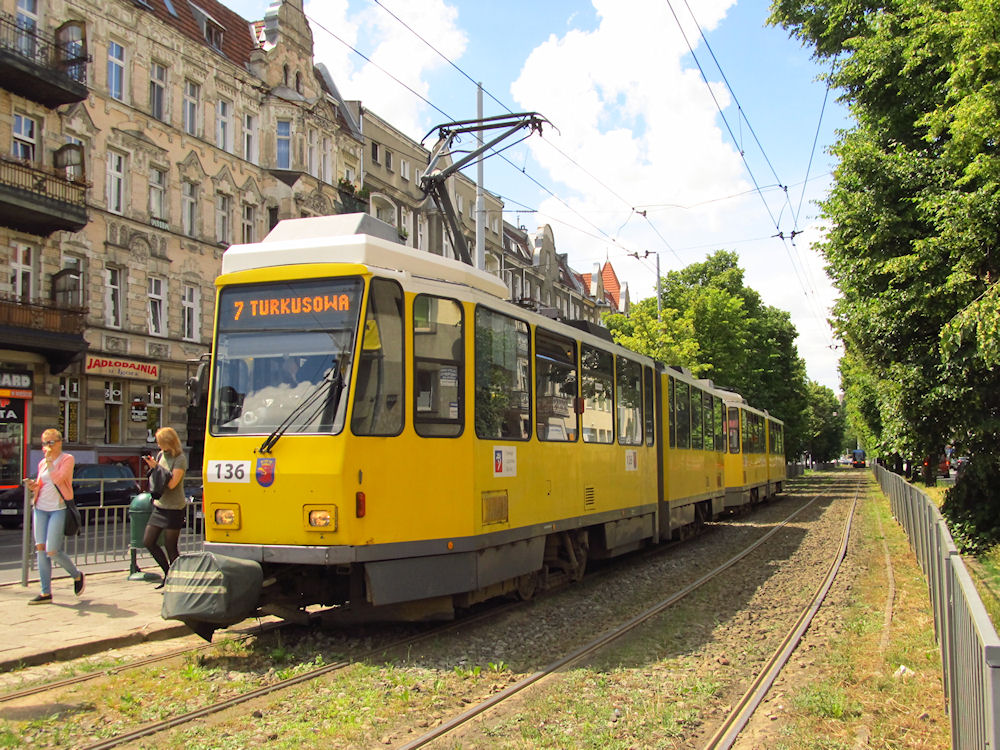
Skład tramwajów KT4DtM w Szczecinie przed przemalowaniem

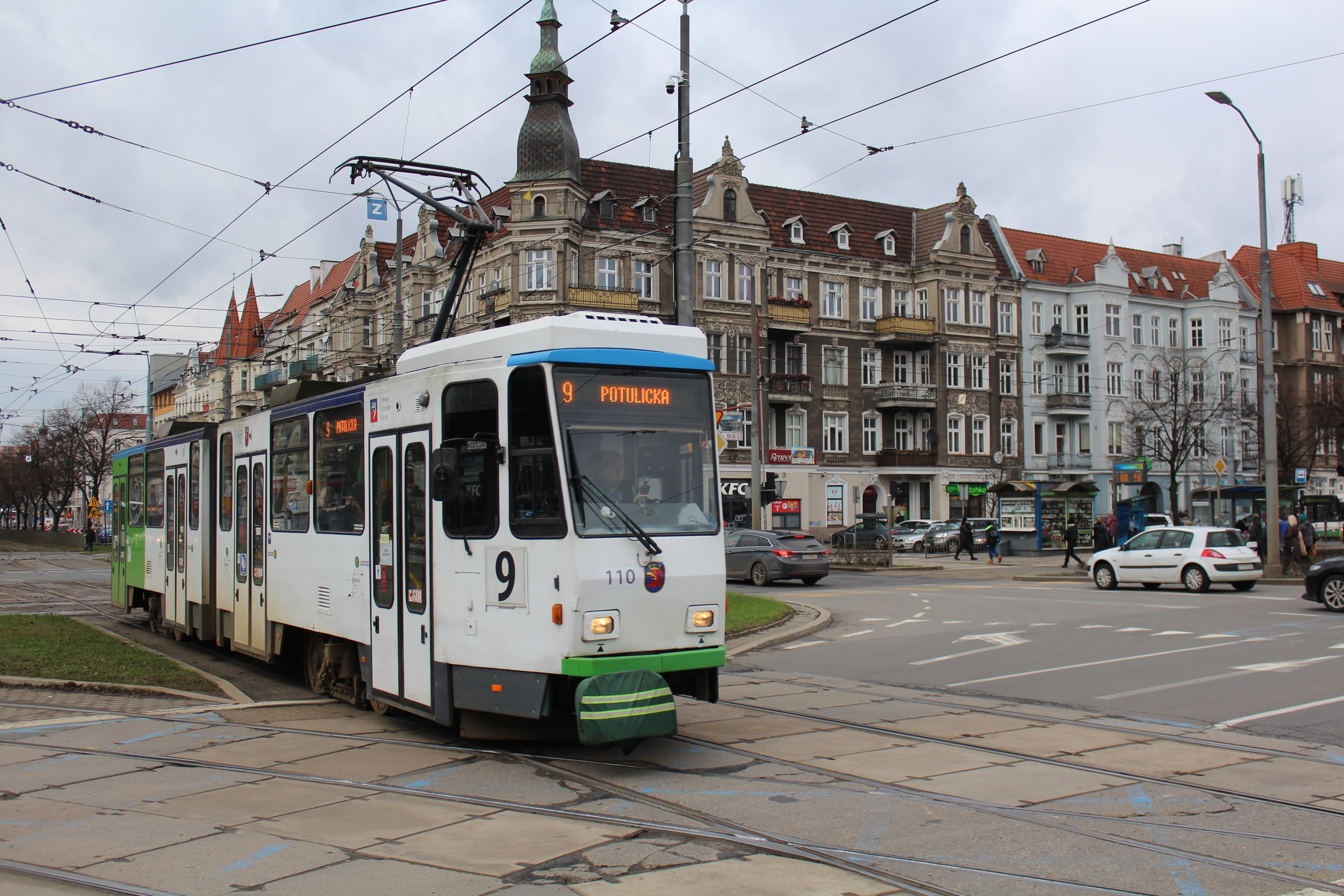
Wagon nr 110 zmodernizowany w 2013 r.

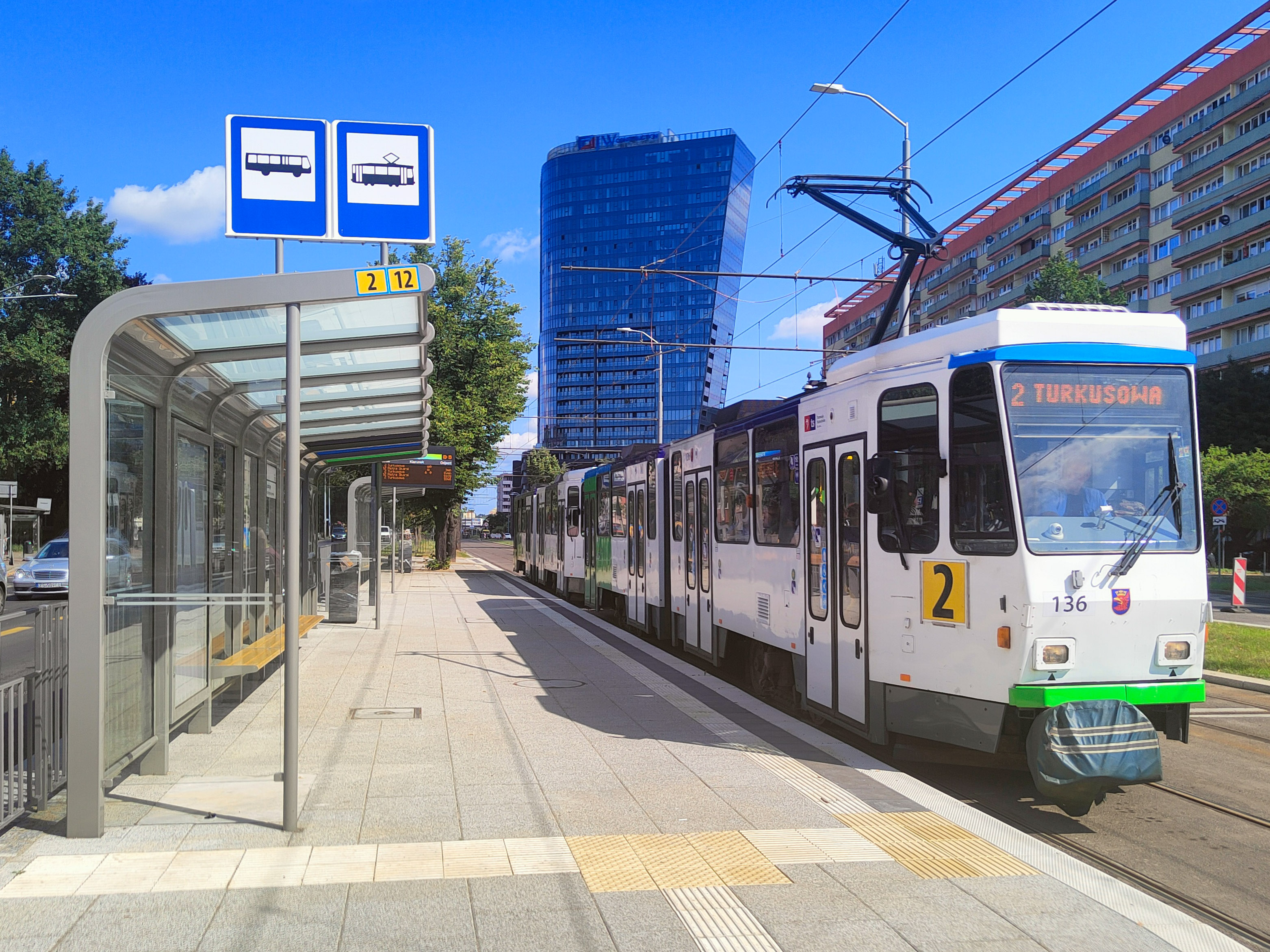
Wagony nr 136 i 137 zmodernizowane w 2018 r.

12 kwietnia 2006 r. do Szczecina na jazdy próbne przybyły pierwsze dwa berlińskie tramwaje typu KT4DtM. Oficjalna prezentacja miała miejsce już 19 kwietnia 2006 r. Następnie podjęto decyzję o zakupie 21 wagonów. Dostawy zakończono w 2007 r. Tramwaje z tej dostawy otrzymały numery taborowe z zakresu 101–121. W 2010 r. zakupiono kolejnych 10 tramwajów nr 122–132, a w latach 2013–2014 jeszcze 40 (nr 133–174), przy czym tramwaj nr 174 od razu przeznaczono na części zamienne. Początkowo KT4DtM kursowały wyłącznie pojedynczo; dopiero w 2013 r. rozpoczęto ich eksploatację w składach podwójnych.

#### I typ modernizacji
W latach 2011–2013 w ramach Regionalnego Programu Operacyjnego Województwa zachodniopomorskiego modernizowano tramwaje KT4DtM poprzez:
- modernizację układu rozruchowego i instalacji elektrycznych,
- montaż monitoringu,
- montaż gniazd sterowania wielokrotnego,
- wymianę poszycia siedzeń,
- wymianę reflektorów,
- przemalowanie poszycia w barwy Floating Garden.

9 marca 2020 r. wagon nr 103 został uszkodzony wskutek najechania na jego bok samochodu ciężarowego.

#### II typ modernizacji
Na przełomie 2017 i 2018 r. gruntownej modernizacji poddano wagony o numerach 120 i 122, a w kolejnych latach następne egzemplarze. W wagonach wprowadzane są następujące modyfikacje:
- remont poszycia zewnętrznego i lakierowanie w barwy Floating Garden;
- wymiana silników prądu stałego na silniki asynchroniczne (prądu przemiennego);
- montaż falowników zasilających nowe silniki;
- wymiana berlińskich siedzisk na nowe;
- wymiana pantografów;
- modernizacja oświetlenia przedziału pasażerskiego.

Według stanu z 23 lutego 2024 r. w Szczecinie eksploatowane były tylko dwa niezmodernizowane tramwaje KT4DtM: nr 163 i 164.

## Galeria

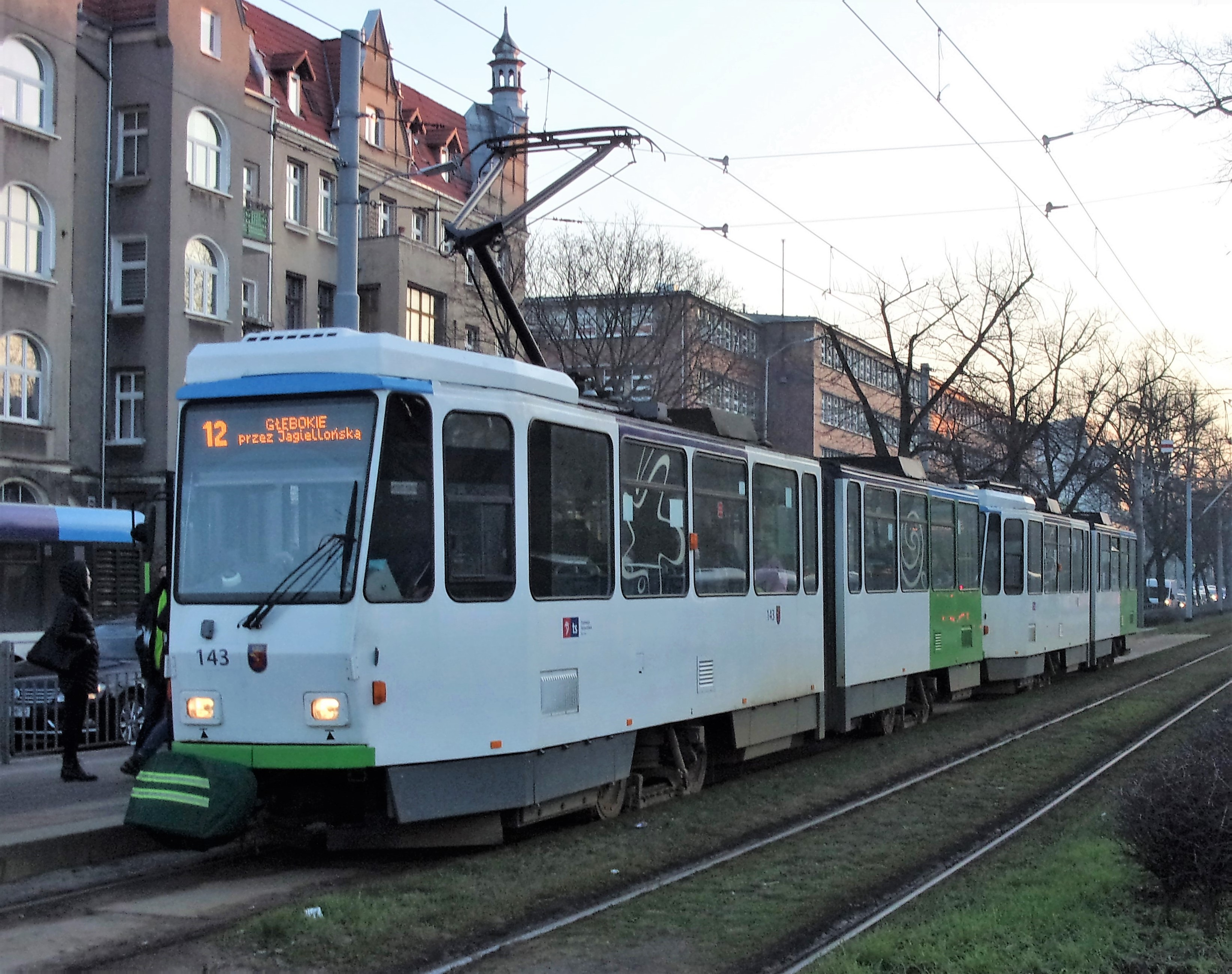
Skład 143 + 144 na linii 12 w Szczecinie
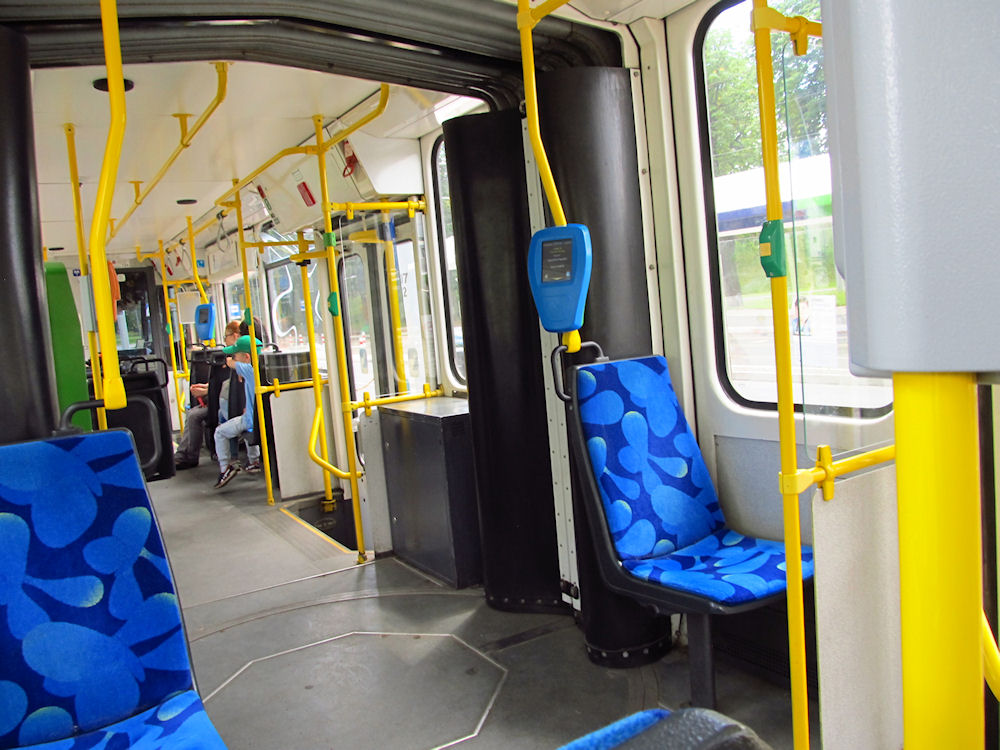
Wnętrze zmodernizowanej szczecińskiej Tatry KT4DtM
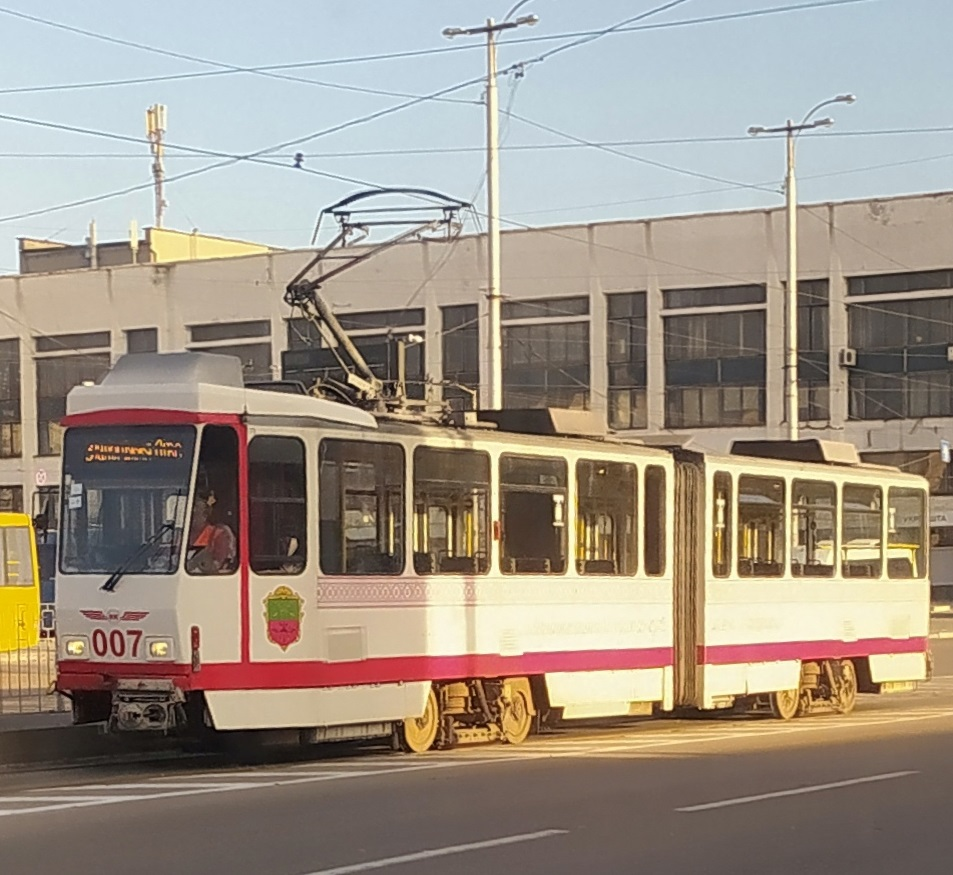
Tatra KT4DtM w Zaporożu
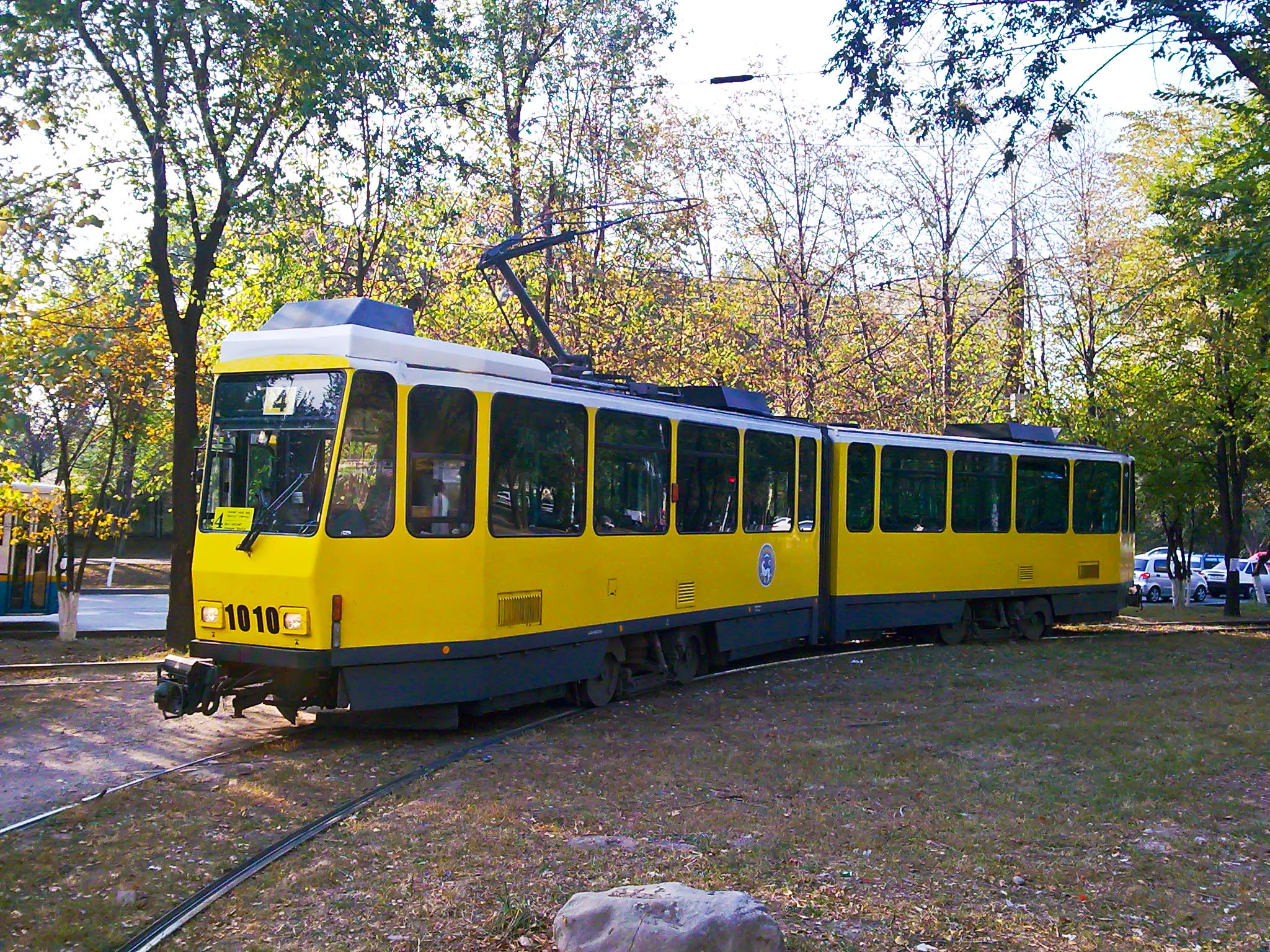
Tatra KT4DtM w Ałmaty